# 札幌家庭裁判所
札幌家庭裁判所（さっぽろかていさいばんしょ）は、北海道札幌市にある日本の家庭裁判所の一つで、北海道を管轄している。略称は、札幌家裁（さっぽろかさい）。岩見沢、滝川、室蘭、苫小牧、浦河、小樽、岩内に支部を、夕張、静内に出張所を置いている。

## 所在地
- 本庁：北海道札幌市中央区大通西12丁目　北緯43度3分33.8秒 東経141度20分18秒 / 北緯43.059389度 東経141.33833度
札幌市営地下鉄東西線西11丁目駅北西方向へ徒歩3分
- 岩見沢支部：北海道岩見沢市4条東4丁目　北緯43度12分19.5秒 東経141度46分10.1秒 / 北緯43.205417度 東経141.769472度
JR函館線・室蘭線岩見沢駅から徒歩15分、中央バス｢裁判所前｣から徒歩1分
- 滝川支部：北海道滝川市大町1-6-13　北緯43度33分26.6秒 東経141度54分48.3秒 / 北緯43.557389度 東経141.913417度
JR函館線・根室線滝川駅から徒歩15分、中央バス｢市立病院前｣｢滝川市役所前｣から徒歩3分
- 室蘭支部：北海道室蘭市日の出町1-18-29　北緯42度21分3.8秒 東経141度2分13.4秒 / 北緯42.351056度 東経141.037056度
JR室蘭線東室蘭駅から徒歩15分、道南バス｢寿町2丁目｣から徒歩3分
- 苫小牧支部：北海道苫小牧市旭町2-7-12　北緯42度37分48.3秒 東経141度36分13.6秒 / 北緯42.630083度 東経141.603778度
JR室蘭線・日高線苫小牧駅から徒歩15分、道南バス・あつまバス｢市役所前｣から徒歩5分
- 浦河支部：北海道浦河郡浦河町常盤町19　北緯42度9分47.4秒 東経142度46分46.9秒 / 北緯42.163167度 東経142.779694度
道南バス・JR北海道バス｢大通3丁目｣から徒歩5分
- 小樽支部：北海道小樽市花園5-1-1　北緯43度11分25.3秒 東経140度59分32.7秒 / 北緯43.190361度 東経140.992417度
JR函館線小樽駅から徒歩15分、中央バス｢市民会館通｣から徒歩5分
- 岩内支部：北海道岩内郡岩内町字高台192-1　北緯42度58分43.8秒 東経140度30分52.2秒 / 北緯42.978833度 東経140.514500度
岩内バスターミナルから岩内郵便局方向へ徒歩10分
- 夕張出張所：北海道夕張市末広1-92-16　北緯43度3分0.6秒 東経141度57分56秒 / 北緯43.050167度 東経141.96556度
中央バス・夕鉄バス｢夕張郵便局前｣から徒歩2分
- 静内出張所：北海道日高郡新ひだか町静内こうせい町2-1-10　北緯42度20分42.6秒 東経142度22分12.8秒 / 北緯42.345167度 東経142.370222度
道南バス｢裁判所前｣から徒歩1分

## 管轄
- 本庁
  - 札幌市、江別市、千歳市、恵庭市、北広島市、石狩市、石狩郡当別町、新篠津村
- 浦河支部
  - 浦河郡浦河町、様似郡様似町、幌泉郡えりも町、日高郡新ひだか町のうち旧三石郡三石町
- 静内出張所
  - 沙流郡日高町、平取町、新冠郡新冠町、日高郡新ひだか町のうち旧静内郡静内町
- 苫小牧支部
  - 苫小牧市、勇払郡厚真町、安平町、むかわ町
- 室蘭支部
  - 室蘭市、登別市、白老郡白老町、伊達市、有珠郡壮瞥町、虻田郡豊浦町、洞爺湖町
- 岩見沢支部
  - 岩見沢市、美唄市、三笠市、夕張郡由仁町、長沼町、栗山町、空知郡南幌町、樺戸郡月形町
- 夕張出張所
  - 夕張市
- 滝川支部
  - 滝川市、芦別市、赤平市、砂川市、歌志内市、空知郡奈井江町、上砂川町、樺戸郡浦臼町、新十津川町
- 小樽支部
  - 小樽市、余市郡仁木町、余市町、赤井川村、古平郡古平町、積丹郡積丹町
- 岩内支部
  - 岩内郡共和町、岩内町、磯谷郡蘭越町、古宇郡泊村、神恵内村、虻田郡ニセコ町、真狩村、留寿都村、喜茂別町、京極町、倶知安町

※ただし、浦河支部および静内出張所管内の合議事件は本庁で、浦河支部および静内出張所管内の少年事件は苫小牧支部で、苫小牧支部管内の合議事件は室蘭支部で、滝川支部および夕張出張所管内の合議事件・少年事件は岩見沢支部で、岩内支部管内の合議事件・少年事件は小樽支部でそれぞれ取り扱う。

## 歴代所長
- 野田愛子（1975年 - 1977年 前橋家庭裁判所所長）
- 稲田龍樹（2002年 - 2004年 千葉家庭裁判所所長）
- 岡光民雄（2004年8月 - 2006年7月 福島地方裁判所所長）
- 石田敏明（2006年7月 - 2008年9月 依願退官）
- 井上哲男（2008年9月 - 2010年2月 札幌高等裁判所部総括判事）
- 近藤壽邦（2010年2月 - 2011年12月 宇都宮家庭裁判所所長）
- 清水研一（2011年12月 - 2013年4月 依願退官）
- 孝橋宏（2013年4月 - 2015年2月 名古屋高等裁判所部総括判事）
- 甲斐哲彦（2015年2月 - 2016年4月 札幌地方裁判所所長）